# Arp 142
Arp 142 (VV 316) ist ein verschmelzendes Galaxienpaar im Sternbild Hydra, welche etwa 300 Millionen Lichtjahre von der Milchstraße entfernt ist. Es besteht aus einer irregulären Galaxie, NGC 2936, und einer elliptischen Galaxie, NGC 2937. Erstere ist sehr stark verformt und besitzt weitläufige Gezeitenarme, die mehrere Sternentstehungsgebiete beinhalten. Im Visuellen und nahen Infrarot entspricht das Erscheinungsbild von NGC 2936 dem Kopf eines Vogels mit ihrem Kern als Auge und den Gezeitenarmen als Nacken. Die Erscheinung des Systems weist gewisse Ähnlichkeiten zu Arp 125 auf.
Halton Arp gliederte seinen Katalog ungewöhnlicher Galaxien nach rein morphologischen Kriterien in Gruppen. Diese Galaxie gehört zu der Klasse Elliptischer Galaxien mit ausströmenden Material.

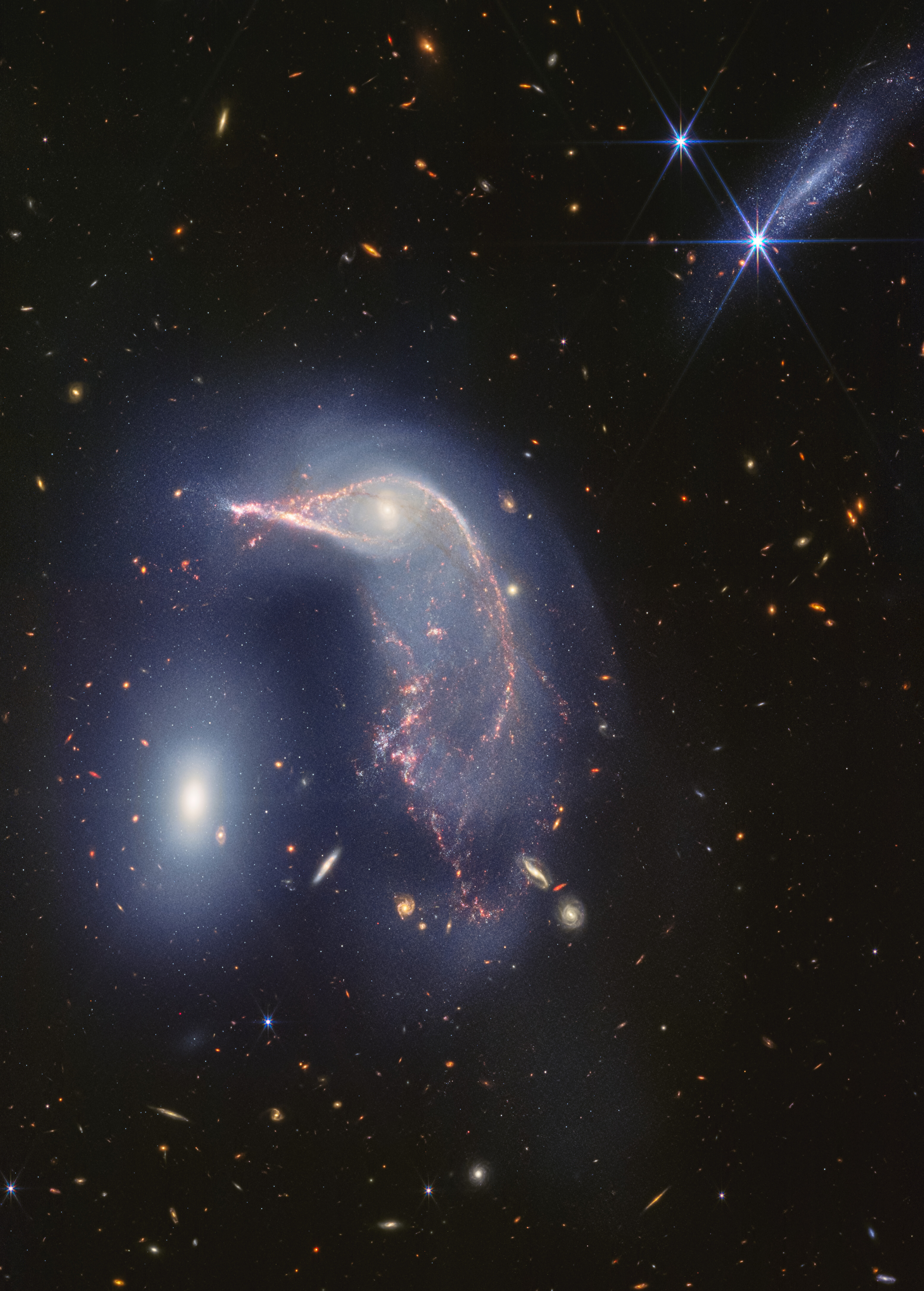
Aufnahme mithilfe des James Webb-Weltraumteleskops im nahen…
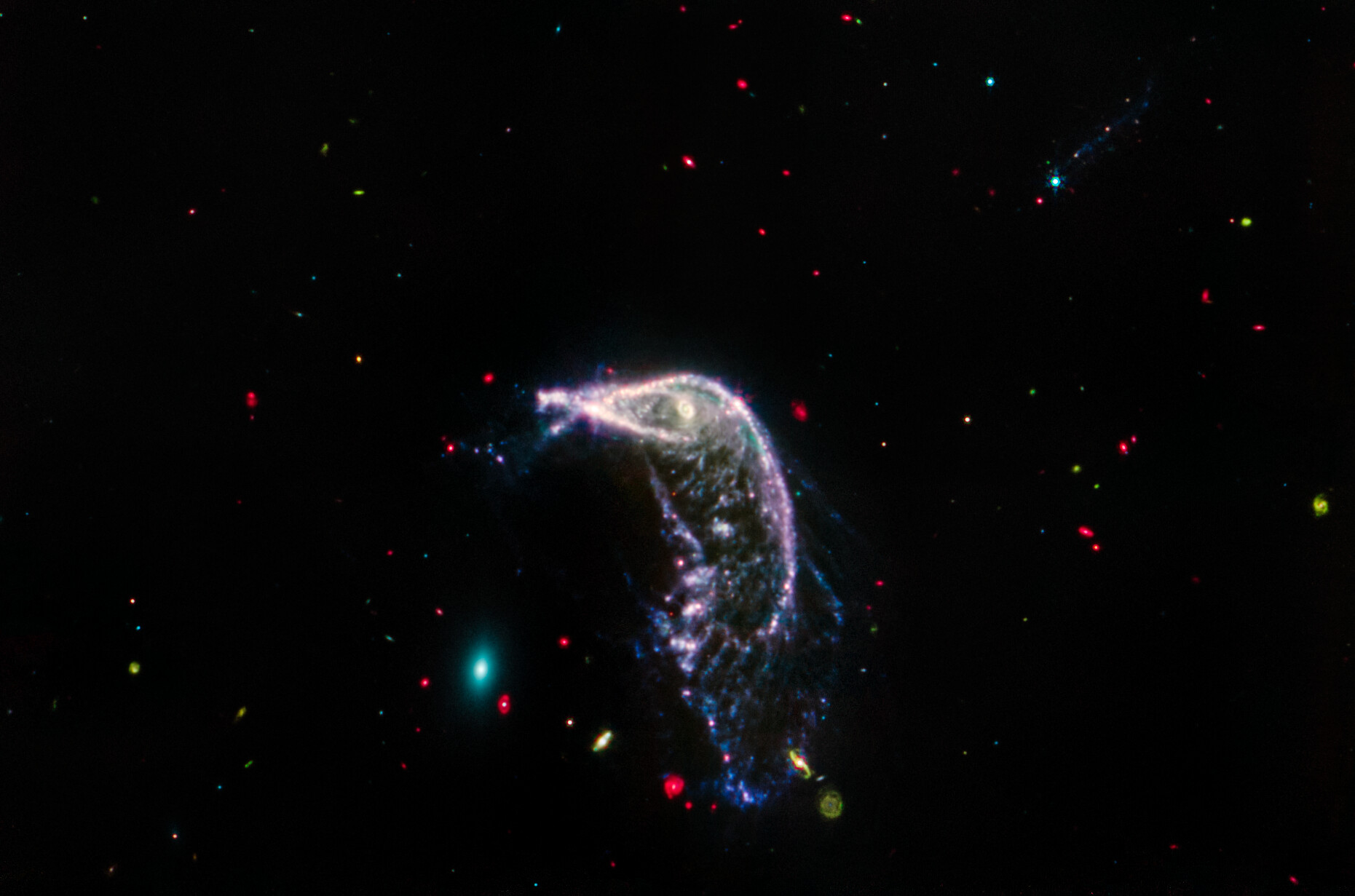
…und im mittleren Infrarot